# Alpen-Hornklee
Der Alpen-Hornklee (Lotus alpinus) ist eine Pflanzenart aus der Gattung Hornklee (Lotus) innerhalb der Familie der Hülsenfrüchtler (Fabaceae).

## Beschreibung

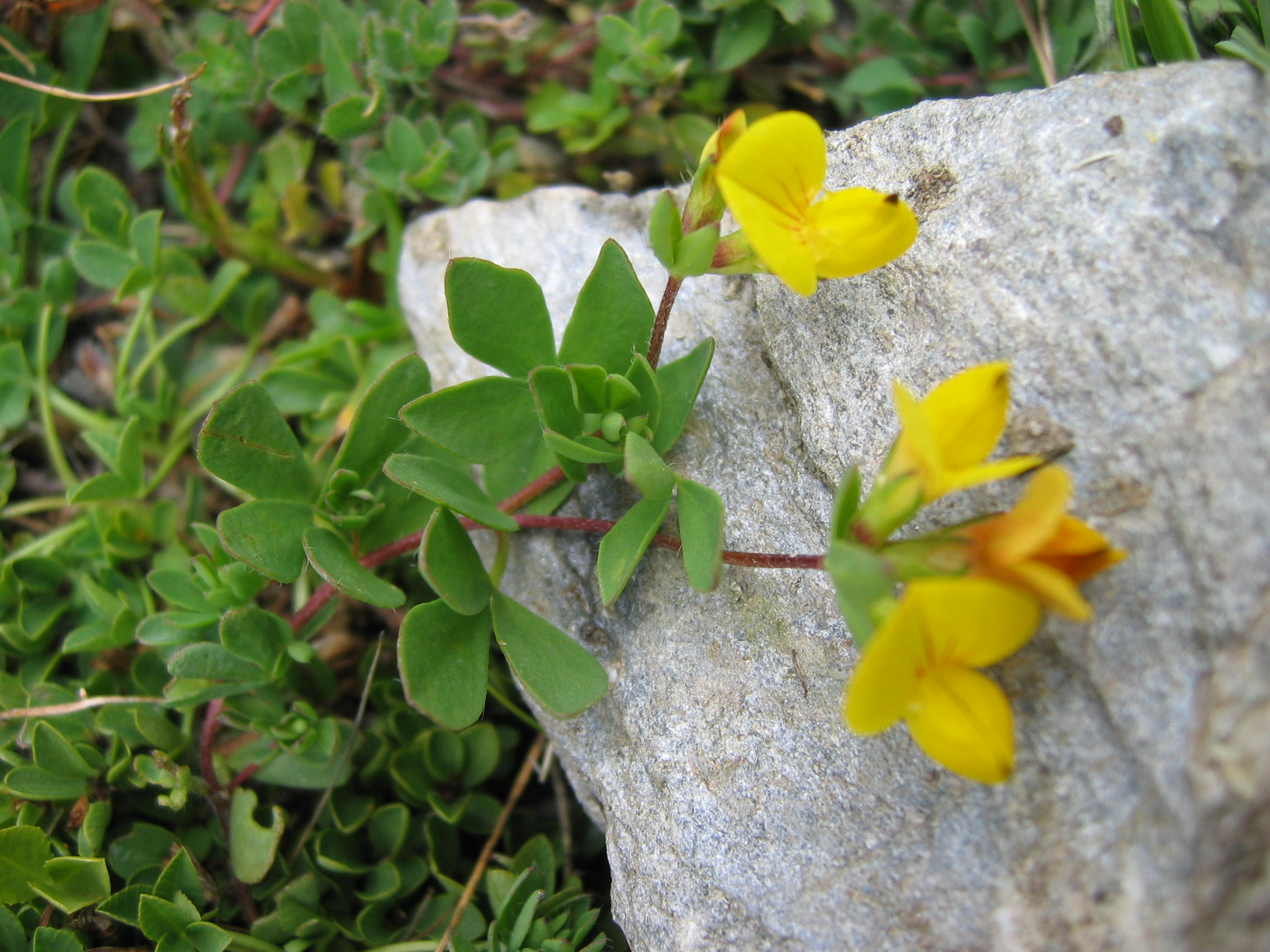
Stängel mit Laubblätter und Blütenständen

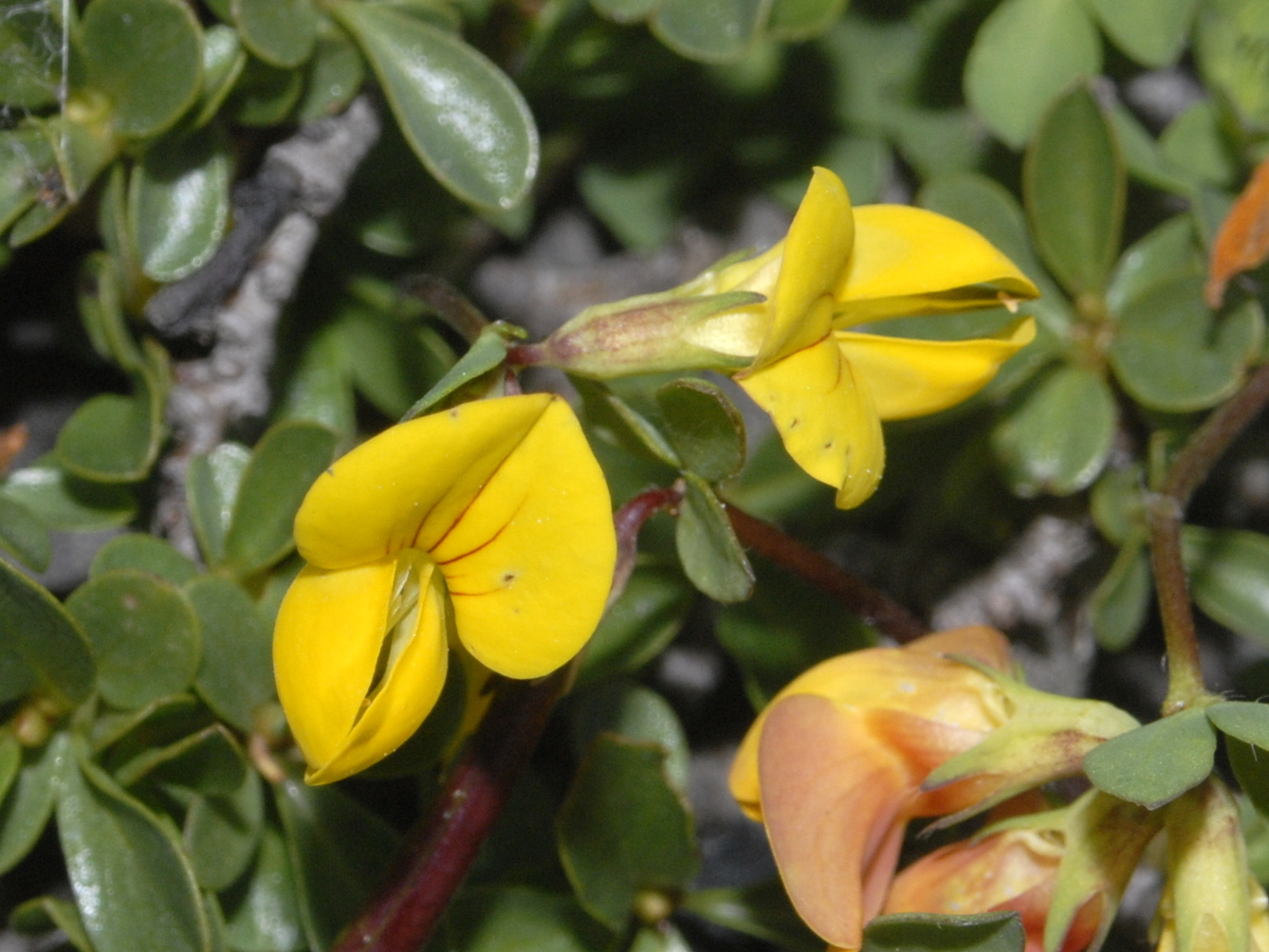
Zygomorphe Blüten – Kelch und Krone sind erkennbar

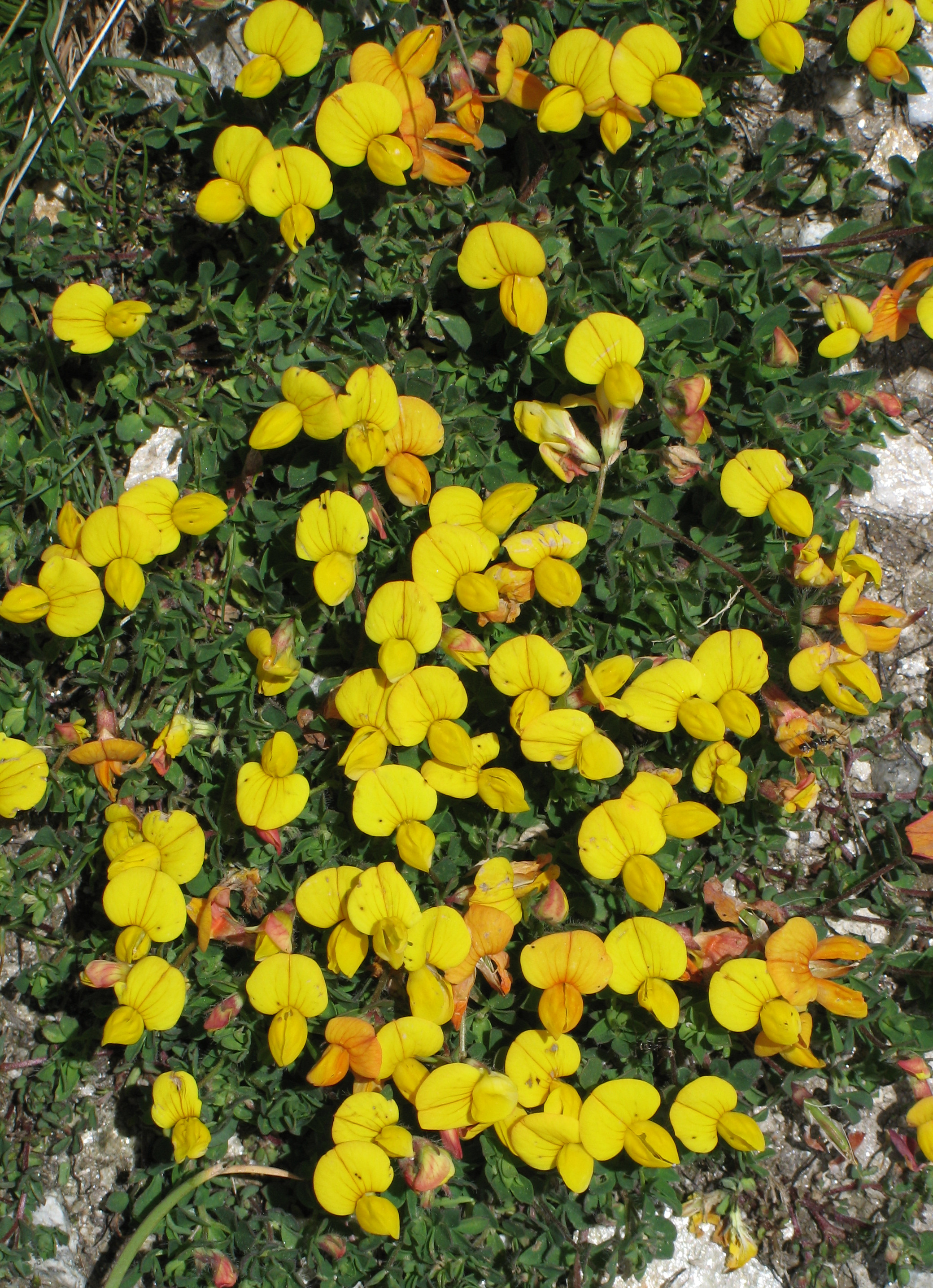
Lotus alpinus am Stausee Mattmark in der Schweiz

### Vegetative Merkmale
Der Alpen-Hornklee ist eine ausdauernde krautige Pflanze und erreicht Wuchshöhen von 5 bis zu 10 Zentimetern. Die meist liegenden bis aufsteigenden Stängel sind meist kahl.
Die wechselständig am Stängel angeordneten Laubblätter sind kurz gestielt. Die Nebenblätter sind nur winzig. Die gefingerte Blattspreite besteht aus drei Blättchen. Die ganzrandigen Blättchen sind bei einer Länge von 2 bis 6, bis zu 10 Millimetern sowie einer Breite von 1,5 bis 4 Millimetern schmal-lanzettlich bis verkehrt-eiförmig oder rundlich mit gerundetem oder ausgebuchtetem oberen Ende. Es sind je Blattspreite zwei Nebenblättchen vorhanden, die den Blättchen ähneln und dadurch hat es den Anschein als ob fünf Blättchen vorhanden wären.

### Generative Merkmale
Die Blütezeit reicht je nach Standort von Mai bis Juli bis in den Spätherbst. Es ist ein Blütenstandsschaft vorhanden. Der doldige Blütenstand enthält nur eine bis drei, selten bis zu vier oder fünf Blüten.
Die zwittrigen Blüten sind zygomorph und fünfzählig mit doppelter Blütenhülle. Der Kelch ist 6 bis 7 Millimeter lang. Die fünf Kelchzähne sind deutlich kürzer als die Kelchröhre. Die gelbe und oft orangerot verblühende Krone besitzt die typischen Form der Schmetterlingsblüte, ist außen oft rot und ist 14 bis 18 Millimeter lang. Das Schiffchen ist aufwärts gekrümmt, geschnäbelt und das obere Ende ist dunkelpurpurfarben bis rotbraun. Die zehn Staubblätter sind bis auf das obere sämtlich miteinander zu einer Röhre verwachsen.
Die kahle Hülsenfrucht ist gerade, stielrund, 1,5 bis 3 Zentimeter lang und enthält einige Samen.
Die Chromosomenzahl beträgt 2n = 11 oder 12.

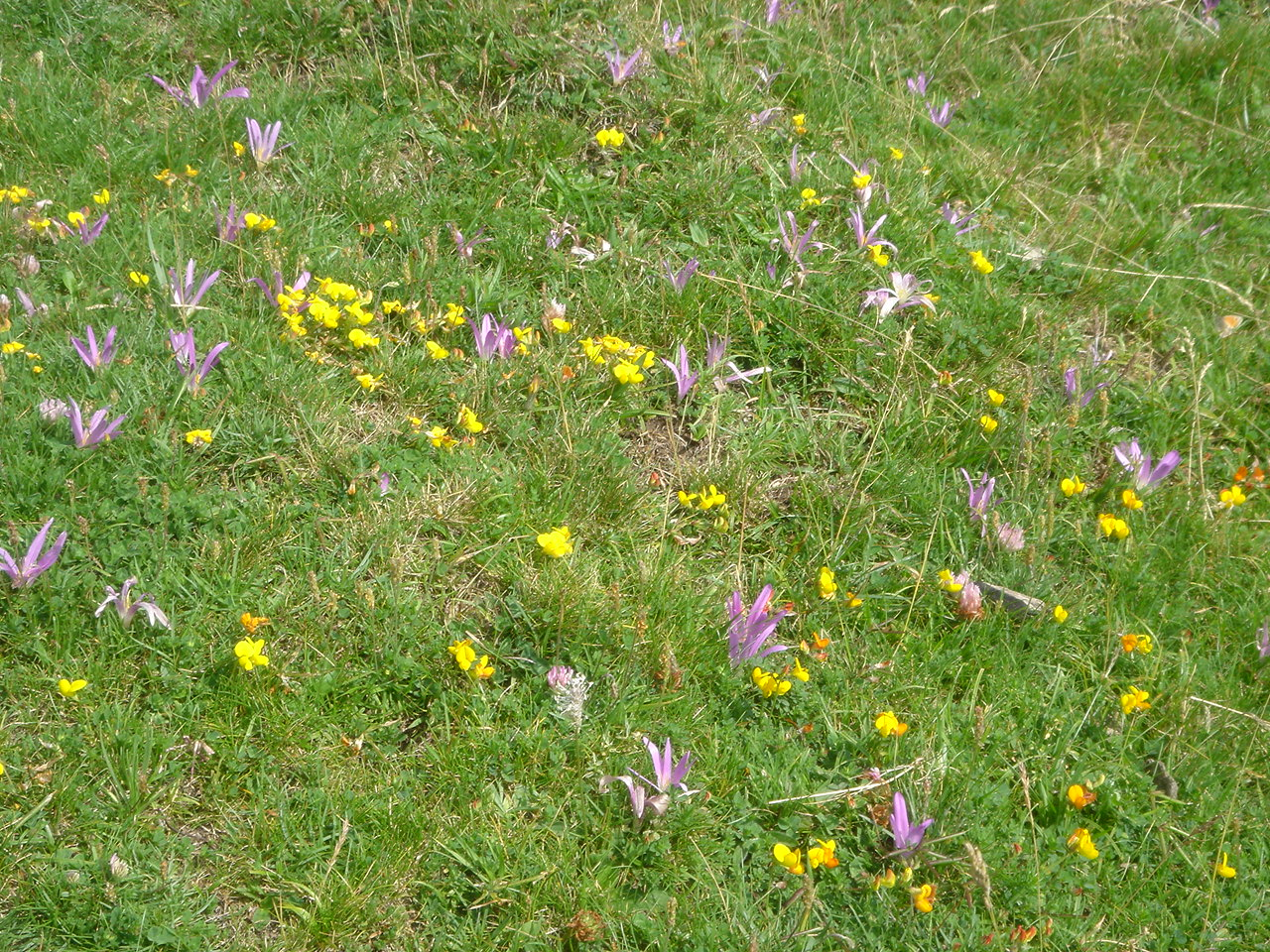
Alpine Matte zusammen mit der Berg-Zeitlose (Colchicum montanum)

## Ökologie
Beim Alpen-Hornklee handelt es sich um einen Hemikryptophyten.

## Vorkommen
Der Alpen-Hornklee kommt in Spanien, Frankreich, zentralen sowie nördlichen Sardinien, in der Schweiz, in Österreich, Italien, Deutschland sowie im ehemaligen Jugoslawien vor. Manche Autoren geben China als Fundort an. Beim Erstellen der Flora of China 2010 wurde kein Herbarmaterial aufgefunden, die China als Fundort bestätigen würden. In Europa gedeiht sie hauptsächlich in den Alpen und Pyrenäen.
In den Alpen gedeiht der Alpen-Hornklee in größeren Höhenstufen in Höhenlagen von meist über 2000 Metern. Standorte sind meist Felsschutt, alpine Rasen, Alpenmatten und Schneetälchen.
Die ökologischen Zeigerwerte nach Landolt & al. 2010 sind in der Schweiz: Feuchtezahl F = 3 (mäßig feucht), Lichtzahl L = 5 (sehr hell), Reaktionszahl R = 3 (schwach sauer bis neutral), Temperaturzahl T = 1+ (unter-alpin, supra-subalpin und ober-subalpin), Nährstoffzahl N = 3 (mäßig nährstoffarm bis mäßig nährstoffreich), Kontinentalitätszahl K = 3 (subozeanisch bis subkontinental), Salztoleranz 1 (tolerant).

## Taxonomie
Die Erstbeschreibung erfolgte 1825 als Varietät unter dem Namen (Basionym) Lotus corniculatus L. var. alpinus DC.  durch Augustin Pyramus de Candolle in Prodromus Systematis Naturalis Regni Vegetabilis ... (DC.), Band 2, Seite 214. Den Rang einer Art Lotus alpinus (DC.) Schleich. ex Ramond hat sie 1826 durch Johann Christoph Schleicher in Louis François Elisabeth Ramond de Carbonnière: Mémoires du Museum d'Histoire Naturelle. Paris, Band 13, Teil 10, Seite 275 erhalten. Ein Synonym für Lotus alpinus (DC.) Schleich. ex Ramond ist Lotus flexuosus Desr.. Das Artepitheton alpinus bedeutet „aus den Alpen“. Homonym ist Lotus alpinus (Ser.) Schleich. ex Ramond.

## Nachweise
- Lotus alpinus (DC.) Ramond, Alpen-Hornklee. auf FloraWeb.de
- Peter William Ball, Anna Chrtková-Žertová: Lotus L. In: Thomas Gaskell Tutin et al. (Hrsg.): Flora Europaea. Band 2. Cambridge University Press, 1968, S. 175 (Lotus alpinus auf S. 175 in der Google-Buchsuche).
- Wolfgang Lippert: Fotoatlas der Alpenblumen: Blütenpflanzen der Ost- und Westalpen – das große Bestimmungsbuch in Farbe – GU-Fotoatlas, Gräfe und Unzer, München 1981, ISBN 3-7742-3427-2, Lotus alpinus Nummer 176, S. 66 und 170.
- W. F. Grant, E. Small: The origin of the Lotus corniculatus (Fabaceae) complex: a synthesis of diverse evidence. In: Canadian Journal of Botany, Volume 74, 1996, S. 975–989.
- Tatiana E. Kramina, Galina V. Degtjareva, Tahir H. Samigullin, Carmen M. Valiejo-Roman, Joseph H. Kirkbride Jr., Sergei Volis, Tao Deng, Dmitry D. Sokoloff: Phylogeny of Lotus (Leguminosae: Loteae): Partial incongruence between nrITS and plastid markers and biogeographic implications. In: Taxon, Volume 65, Oktober 2016, S. 997–1018. doi:10.12705/655.4